# Prisodontopsis
Prisodontopsis је род слатководних шкољки из породице Unionidae, речне шкољке.

## Врсте
Врсте у оквиру рода Prisodontopsis:
- Prisodontopsis aviculaeformis F.R. Woodward, 1991
- Prisodontopsis mweruensis (E.A. Smith, 1908)